# Åke Tidlund
Karl Åke Tidlund, född 23 september 1929 i Uppsala församling i Uppsala län, död 16 juli 2013 i Norrköpings Sankt Olofs församling i Östergötlands län, var en svensk ingenjör.

## Biografi
Tidlund avlade civilingenjörsexamen vid Tekniska högskolan i Stockholm 1957 och utnämndes samma år till mariningenjör i Mariningenjörkåren, varefter han utnämndes till mariningenjör av första graden 1961. Han tjänstgjorde vid Centrala torpedverkstaden i Motala (en del av Försvarets Fabriksverk, FFV) 1962–1987: som chef för materielkontroll 1962–1963, som tillförordnad marindirektör och chef för maskinutveckling 1963–1965, som konstruktionschef 1965–1969 och som direktör och enhetschef vid FFV tillika chef för torpedverkstaden 1969–1987. Tidlund var också ledamot av FFV:s ledningsgrupp för försvarsmateriel.
Åke Tidlund invaldes 1973 som ledamot av Kungliga Örlogsmannasällskapet. Han utträdde ur sällskapet 2004. År 1983 invaldes han som ledamot av Kungliga Krigsvetenskapsakademien.